# Lipomyces smithiae
Lipomyces smithiae är en svampart som först beskrevs av Van der Walt, M.J. Wingf. & Y. Yamada, och fick sitt nu gällande namn av Kurtzman, Albertyn & Basehoar-Powers 2007. Lipomyces smithiae ingår i släktet Lipomyces och familjen Lipomycetaceae.   Inga underarter finns listade i Catalogue of Life.